# Деде-эфенди
Хамамызаде́ Исмаи́л Деде́-эфе́нди (тур. Hamâmîzade İsmâil Dede Efendi, 9 января 1778, Стамбул — 29 ноября 1846, Мекка) — один из крупнейших османских композиторов, писавших традиционную («классическую турецкую») музыку
.

## Биография
Родился в Стамбуле в 1778 году в семье Сулеймана-аги, долгое время служившего хранителем печати визиря Джеззар Ахмеда-паши, и его жены Рукие-ханым . Начал учиться музыке у Мехмеда Эмина-эфенди в возрасте восьми лет. Участвовал в ритуальных танцах дервишского ордена мевлеви, проводившихся в районе Стамбула Еникапы. Там же учился у Али Нутки Деде играть на нае. В 1799 году получил религиозный чин деде. Султан Селим III высоко ценил творчество Деде Эфенди, и последний часто выступал при дворе султана. Деде Эфенди написал несколько сот песен и музыкальных сочинений для церемоний сама ордена мевлеви. Семь сочинений для сама считаются вершиной его творчества. В 1846 году он совершил паломничество в Мекку, но по дороге заразился холерой. Умер и похоронен в Мекке.
Учеником Деде Эфенди был крупный армянский и османский композитор Амбарцум Лимонджян.
Сохранилось более двухсот сочинений Деде Эфенди во всех формах классической турецкой (османской) музыки. Также ему приписывается разработка макамов «sultanî yegâh», «nev’eser», «saba-buselik», «hicaz-buselik» и «araban kürdî».

## Его музей
Его дом и музыкальный салон в Стамбульском районе Кумкапи сохранились и теперь являются музеем.

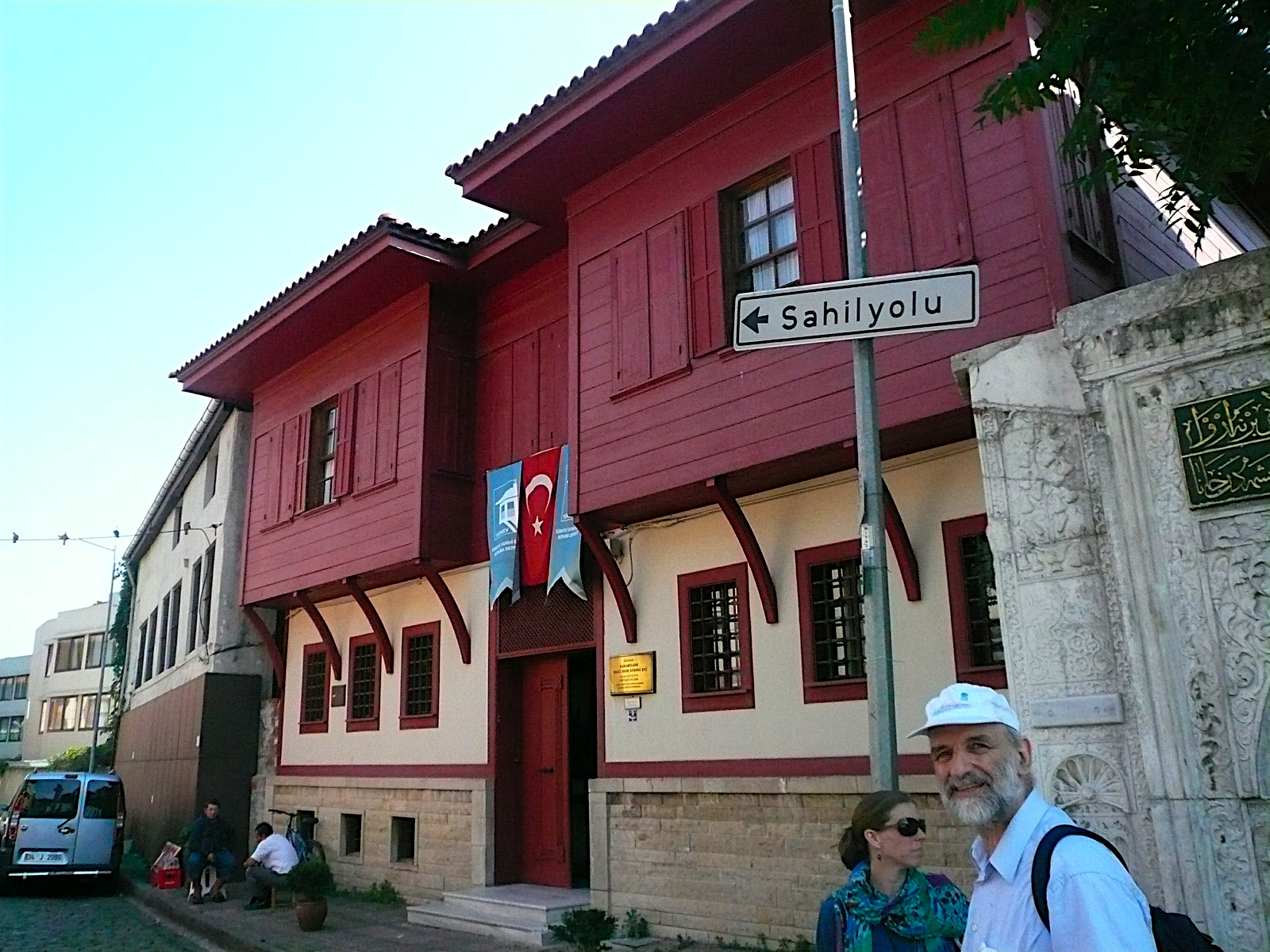
Его музей в Кумкапы
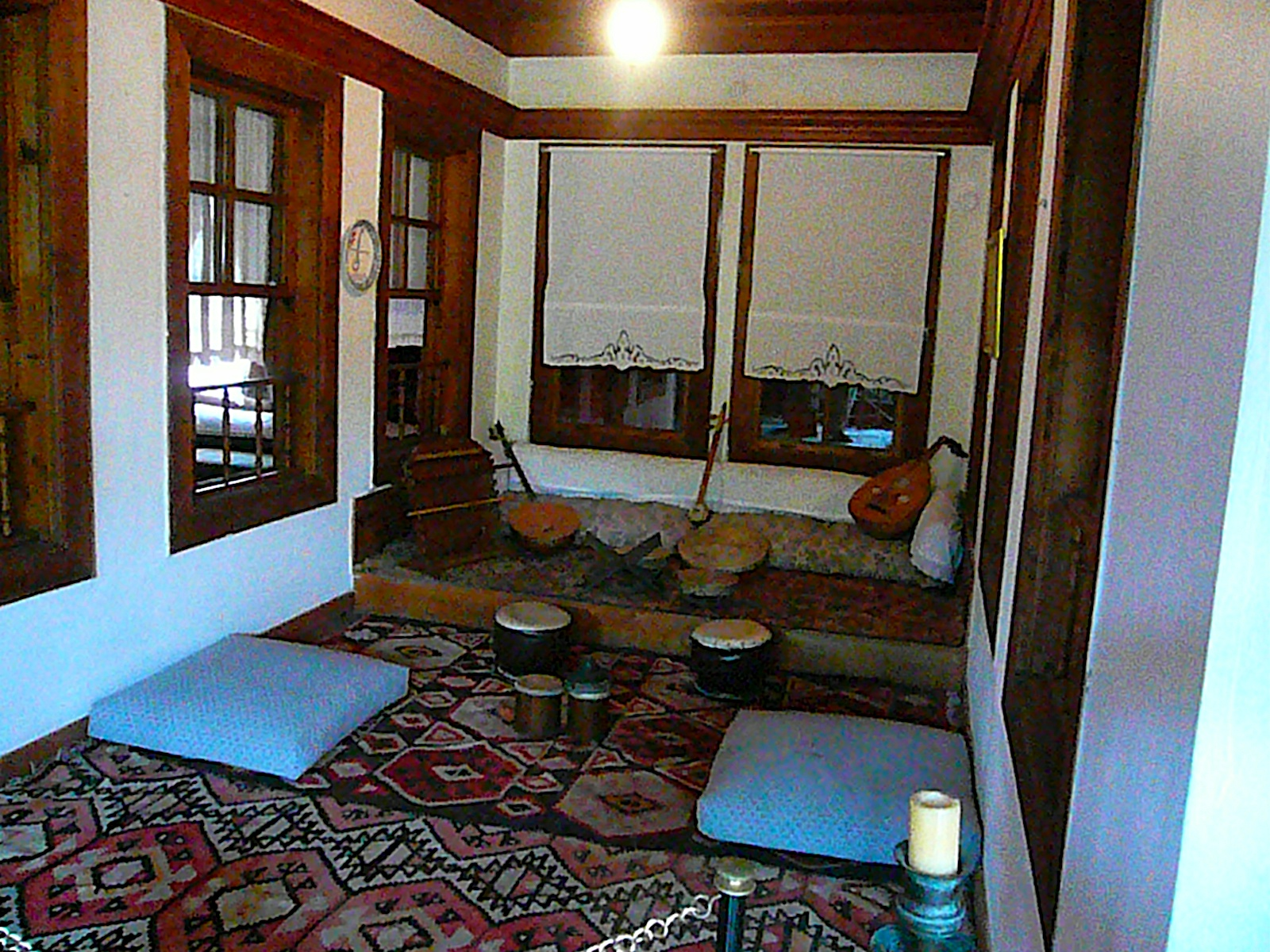
Его оригинальные инструменты
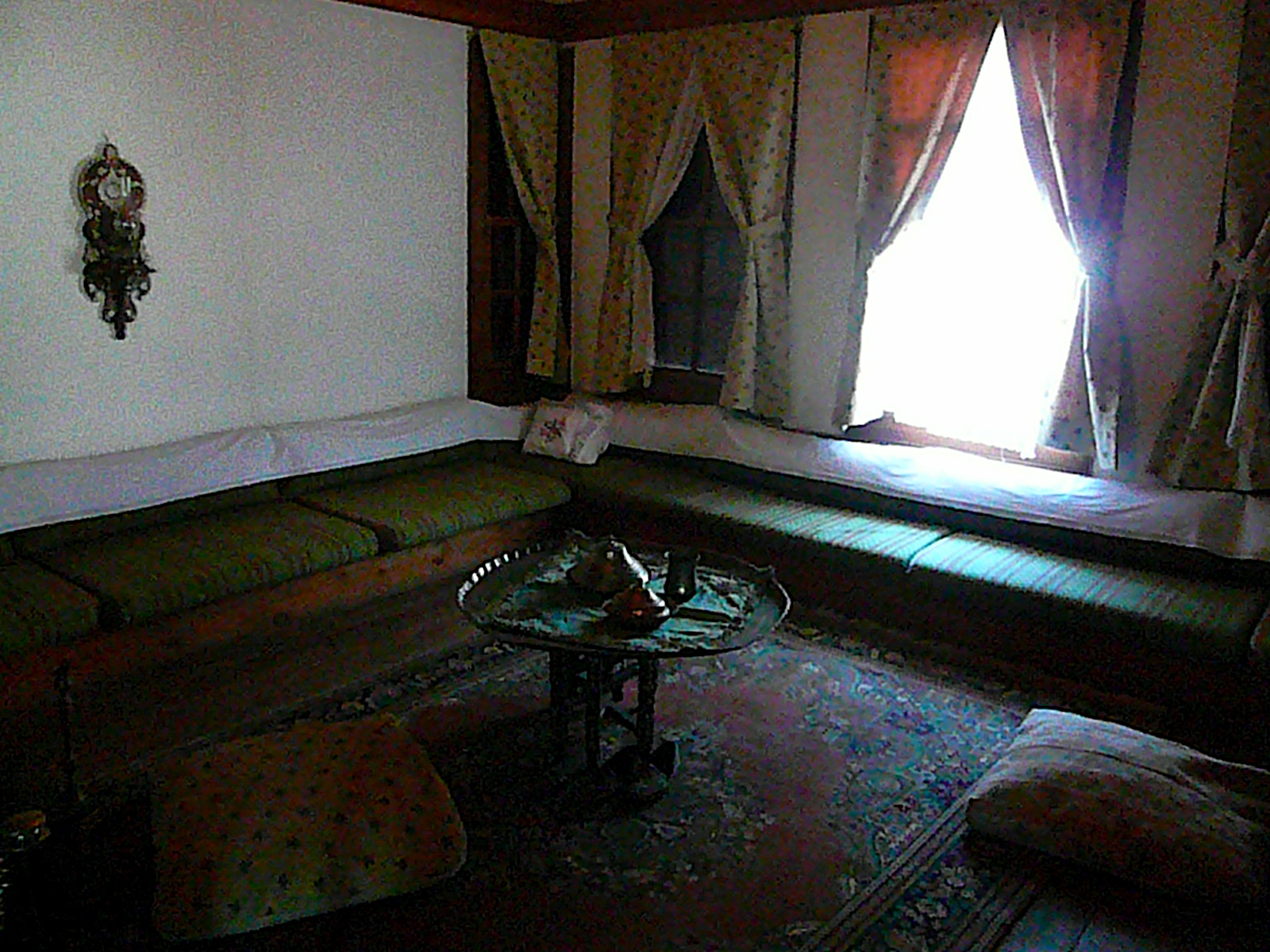
Музыкальный салон
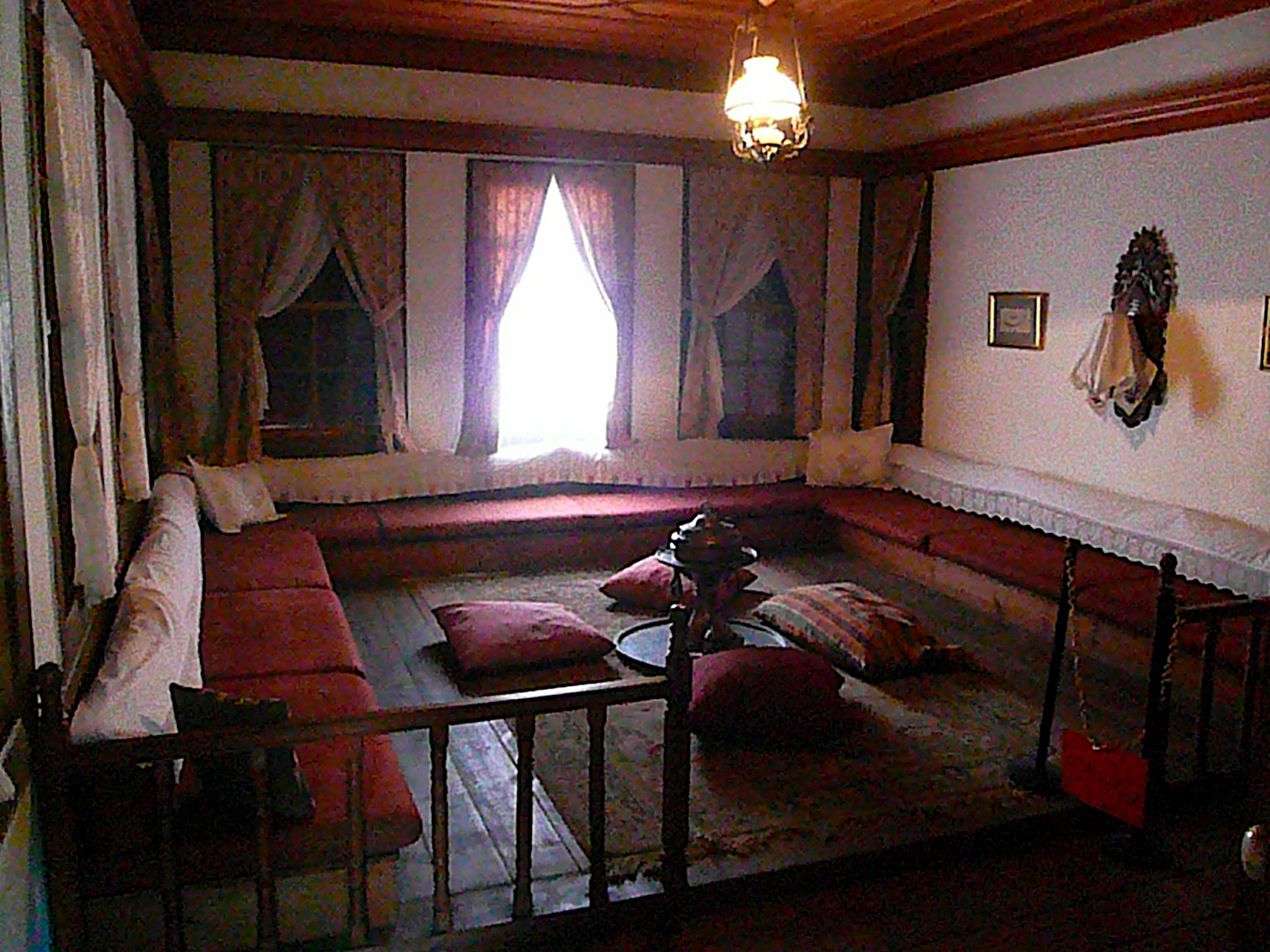
Гостевой салон